# Luck Zogbé
Tolikpaley Luck Evrad Zogbé (Ousrou, 24 maart 2005) is een Ivoriaans voetballer die doorgaans speelt als rechtsback. In oktober 2023 tekende hij voor Stade Brestois.

## Clubcarrière
Zogbé speelde voor LYS Sassandra, waar hij vertrok in de zomer van 2023. Daarop ging hij op proef meetrainen bij Stade Brestois. Na twee maanden had hij de Franse club overtuigd hem onder contract te nemen en in oktober tekende hij een contract tot medio 2027 in Brest. Zijn professionele debuut maakte hij een kleine drie maanden later, op 20 januari 2024. Op die dag werd in de Coupe de France met 1–2 gewonnen van Trélissac en Zogbe mocht van coach Éric Roy het gehele duel meespelen. Later dat seizoen speelde hij ook nog één wedstrijd in de Ligue 1. Vanaf de jaargang erna kwam hij vaker aan spelen toe en in februari 2025 debuteerde de rechtsback in de UEFA Champions League tegen Paris Saint-Germain in een wedstrijd die met 7–0 verloren ging. Zijn contract werd in juli 2025 opengebroken en met twee seizoenen verlengd tot medio 2029.

## Clubstatistieken
| Seizoen | Club           | Competitie | Competitie | Competitie | Beker | Beker | Internationaal | Internationaal | Totaal | Totaal |
| Seizoen | Club           | Competitie | Wed.       | Dlp.       | Wed.  | Dlp.  | Wed.           | Dlp.           | Wed.   | Dlp.   |
| ------- | -------------- | ---------- | ---------- | ---------- | ----- | ----- | -------------- | -------------- | ------ | ------ |
| 2023/24 | Stade Brestois | Ligue 1    | 1          | 0          | 1     | 0     | —              | —              | 2      | 0      |
| 2024/25 | Stade Brestois | Ligue 1    | 13         | 0          | 4     | 0     | 1              | 0              | 18     | 0      |
| Totaal  | Totaal         | Totaal     | 14         | 0          | 5     | 0     | 1              | 0              | 20     | 0      |

Bijgewerkt op 2 juli 2025.